# 神秘岛2：星空断层
《神秘岛2：星空断层》是由Cyan Productions开发，Red Orb Entertainment于1997年发行的冒险游戏。该作是《迷霧之島》的续作，亦即「《神秘岛》系列」的第二款游戏。游戏原发行于Mac OS X和Windows平台，后登录PlayStation、世嘉土星、iOS、Android等平台。游戏在Metacritic上的汇总得分为83/100，为「总体好评」（generally favorable）。
2024年，游戏重制版登陆macOS和Windows平台，该版本在Metacritic上的汇总得分为86/100，在OpenCritic上的推荐率为91%。

## 备注
1. ↑  原文标题：